# شارتر للاتصالات
شارتر للإتصالات (بالإنجليزية: Charter Communications)‏ هي شركة مُتخصصة بمجال الاتصالات. تأسست في 1993. يقع مقرها في كونيتيكت، الولايات المتحدة.

## وصلات خارجية
- الموقع الإلكتروني